# Obří viry

Schéma prvního objeveného obřího viru – mimiviru

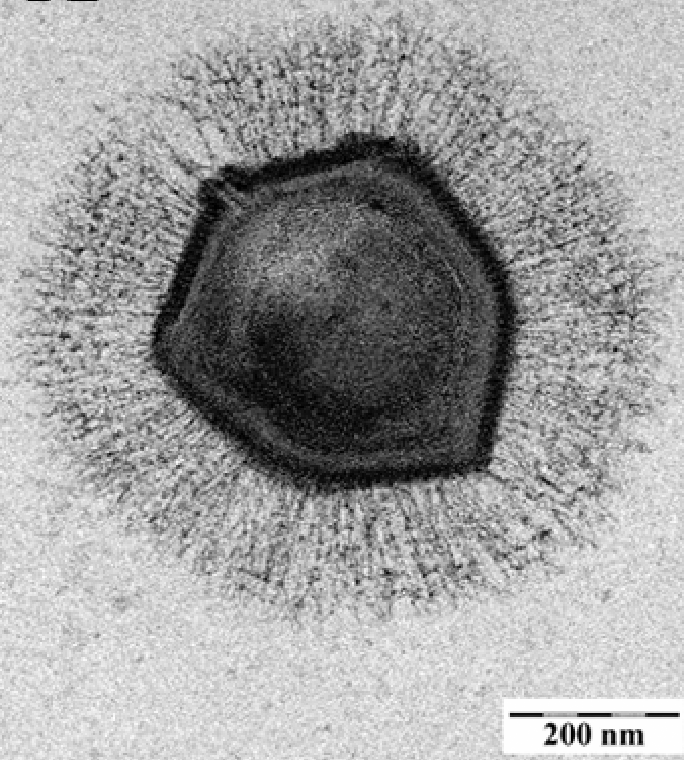
Elektronová mikrofotografie viru Mimivirus s jasně viditelným vláknitým obalem

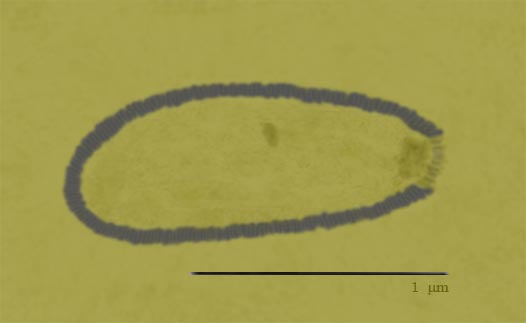
Náčrt viru Pithovirus sibericum

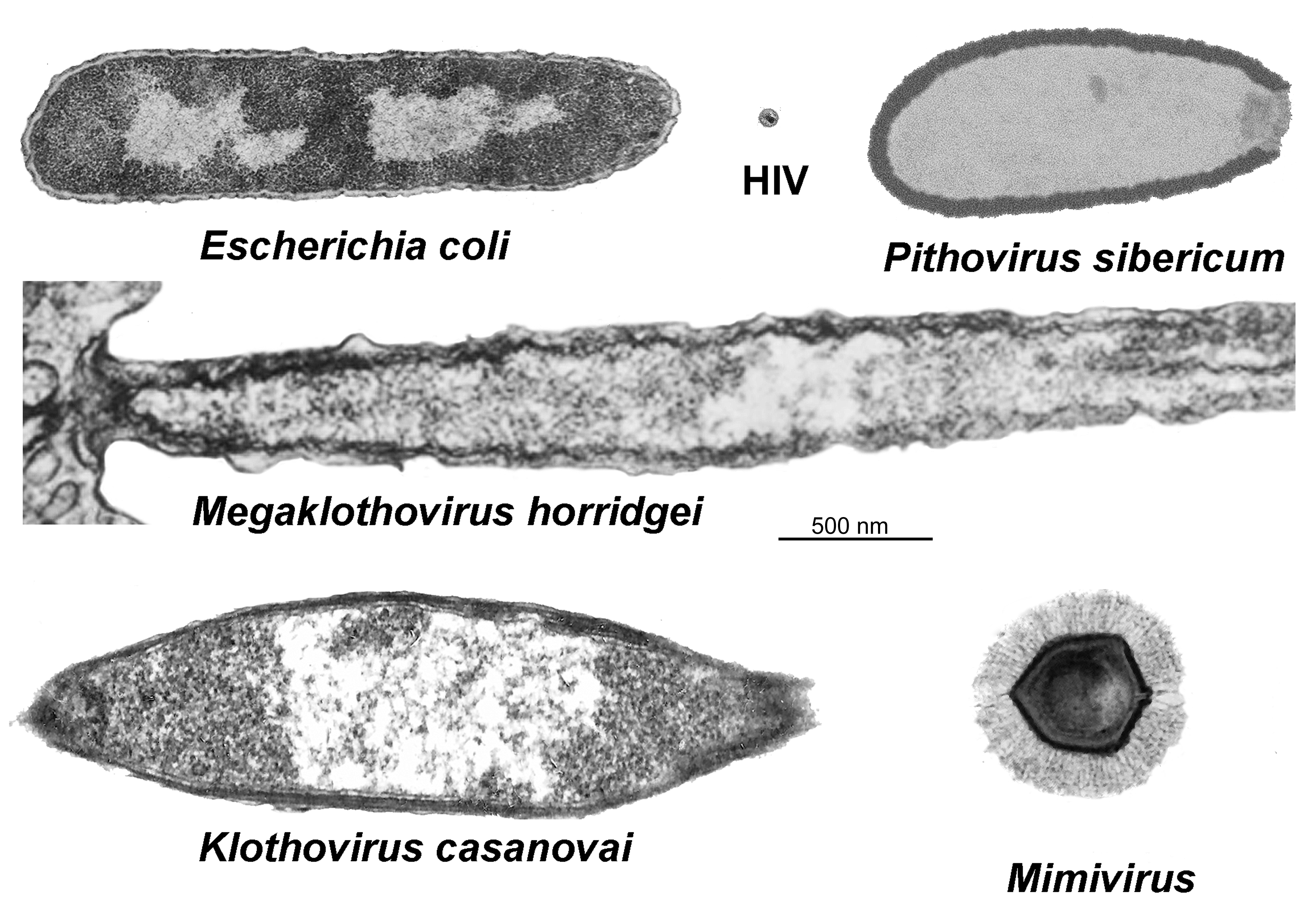
Srovnání velikosti megaklothoviru s dalšími obřími viry, bakterií Escherichia coli a virem HIV

Obří viry je obecné označení pro viry, které velikostí a často i počtem genů převyšují nejmenší bakterie. Jejich objev relativizoval dříve ostrou hranici mezi buněčným a nebuněčným světem.
Většina obřích virů napadá měňavkovité prvoky rodu Acanthamoeba, jehož zástupci patří mezi tzv. volně žijící améby. (Vyvolávají např. keratokonjuktivitidu, často prostřednictvím umělých kontaktních čoček.)

## Objev obřích virů
- Jako první byl v roce 2003 objeven velký virus pojmenovaný později mimivirus,[pozn. 2] resp. Acanthamoeba polyphaga mimivirus, protože byl nalezen v měňavkovci Acanthamoeba polyphaga. Pojmenování mimivirus vzniklo z anglického „mimicking microbe virus“ (virus napodobující mikroby; mimi … mimikry). Byl nalezen v měňavkovci v chladicí věži v Bradfordu v Anglii. Má průměr kapsidy kolem 400 nm.[3][4]
- V roce 2011 následoval objev dalšího velkého viru, nazvaného později Megavirus, resp. Megavirus chilensis, který však dosud není všeobecně uznaný.[5] Megavirus chilensis má kapsidu o průměru 440 nm, genom megaviru obsahuje 1 259 197 párů bází a 1120 proteinových genů.
- V roce 2013 objevil tým vědců vedený manželi Claveriovými (Chantal Abergel a Jean-Michel Claverie) další velký virus, přičemž J.-M. Claverie se účastnil již prvního objevu v roce 2003. Nazván byl pandoravirus a vytvořen rod Pandoravirus. Vědci vylovili z mořského sedimentu v ústí řeky Tunquen na pobřeží Chile Pandoravirus salinus a z bahna sladkovodního jezera v Austrálii Pandoravirus dulcis. Pandoravirus salinus je větší, má v genomu 2,47 milionu párů bází a 2556 proteinových genů; menší P. dulcis má v genomu 1,9 milionu párů bází a 1502 proteinových genů. Pandoraviry jsou objekty kapkovitého tvaru o velikosti kolem 1 mikronu, takže jsou pozorovatelné v běžném optickém mikroskopu. Vědci rod pojmenovali podle Pandořiny skříňky, protože objev obřích virů podle nich vypustil do světa spoustu nových otázek o původu života.[4]
- V roce 2014 byl objeven obří vir s oválnou kapsidou o délce 1,5 mikrometru a šířce 0,5 mikrometru, což odpovídá malým bakteriím. Nacházel se ve vzorcích sibiřského permafrostu více než 30 000 let starých. Byl pojmenován Pithovirus sibericum – rodové jméno odkazuje na velkou nádobu, pithos, ve které staří Řekové uchovávali víno, obilí aj. Pithovirus je sice o 50 % větší než pandoraviry, ale s překvapivě malým genomem o velikosti 600 000 bází. Je zatím největším známým virem.[1][6]